# Бред M. Барбер
Бред M. Барбер (енгл. Brаd M. Barber; 15. септембар 1937) професор је финансија нa Универзитету за менаџмент, немачки васпитач и координатор у хришћанско оријентисаним организацијама за младе и одрасле, као и спонзор католичке омладинске организације Квикборн, у другој половини 20. века. Његова истраживања фокусирају се на цене имовине и финансије. Написао је бројне научне чланке, који су објављени у академским публикацијама.

## Каријера
Родитељи су му наставници. Завршио је гимназију 1956. године. На Универзитету у Бону проучавао је религију, католичку теологију, германистику и сиријски језик. Први државни испит полагао је 1961. године. Докторирао је 1963. године. Његов учитељ је био Папа Бенедикт XVI. Оженио се књижевницом Катарином Стеинер 1965. године. Имају четворо деце и десет унука.
Професионалну каријеру започео је 1962. године, као приправник у средњој школи, у Милхајм на Руру.